# Marine Building, Vancouver

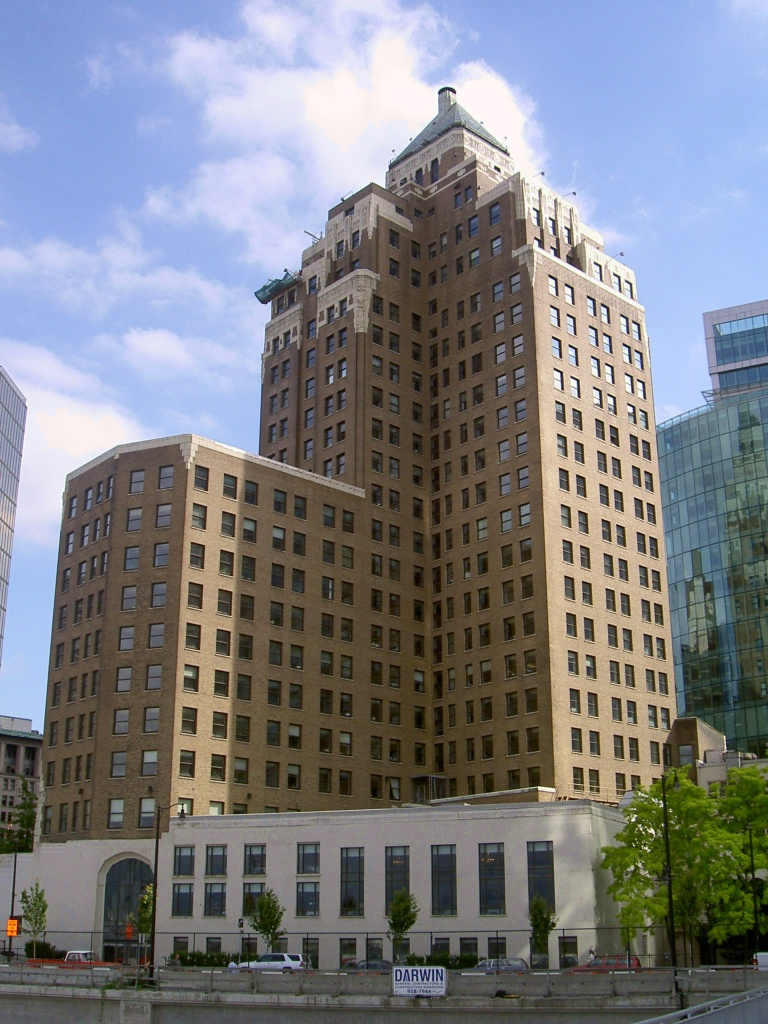
Marine Building în 2005.

Marine Building (Clădirea Marine în română) este un zgârie nori localizat la adresa 355 Burrard Street în Vancouver, British Columbia, Canada. Marine Building este o clădire renumită pentru stilul Art Deco în care a fost construită. 

## Descriere
Conceput și imaginat de J.W. Hobbs din Toronto, clădirea a fost inaugurată în 7 octombrie 1930 și la cei 98 m înălțime și 21 de etaje a fost cea mai înaltă clădire din oraș până în 1939. A costat 2,3 milioane dolari ca să fie construită, cu 1,1 milioane mai mult decât bugetul alocat inițial, dar din cauza Marii Depresiuni Economice, a fost vândută familiei Guiness din Irlanda pentru mult mai puțin decât valora, 900.000 de dolari. Valoarea proprietății în 2004 era de 22 de milioane dolari americani. 
Există o platformă de observare, aflată deasupra celor 21 de etaje, dar în timpul depresiunii din anii 1930 nimeni nu și-a putut permite prețul de intrare de 25 de cenți. Actualmente, nu există locuri publice de vizitare în clădire. 
Decorarea clădirii a fost făcută într-un mod tipic Art Deco, cu fabuloase motive florale și animaliere și utilizând materiale durabile, frumoase și costisitoare. Pereții sunt acoperiți cu 12 varietăți diferite de esență tare locală. Pereții și ușile masive și bogat ornamentate ale lifturilor sunt decorate cu melci marini, crabi, broaște țestoase, crapi, scoici și ierburi marine, așa cum erau și mijloacele de transport ale timpului din Vancouver. Podelele sunt împodobite cu semnele zodiacale. Exteriorul clădirii este bogat ornamentat cu elemente dintre cele mai variate de floră și faună acvatică, având culorile verde marin și auriu ca note distinctive cromatice. 
În timpul ultimei renovării (1982 - 1989), menită să actualizeze sistemele electrice, mecanice și de aer condiționat, linoleumul din lobby-ul de la intrare a fost înlocuit cu marmură. Fostul departament "Merchant Exchange" a fost transformat într-un restaurant chinezesc de înaltă clasă (Imperial Chinese Restaurant). Pentru a beneficia de priveliștea oferită de imensele ferestre, podeaua a fost înălțată corespunzător. 